# Kanat de Karabagh
El kanat de Karabagh (àzeri: Qarabağ xanlığı) fou un estat que va existir entre 1606 i 1822 a la regió del Karabakh.

## Història
El turcmans s'havien establert a la zona al segle xi, i entre aquests la tribu afshar dels oghuz. El 1606 la regió de Karabakh havia estat donat com a mulk (terra) a la família ziyadoghlu dels qadjars de Gandja. Al final de la dinastia safàvida el kan Dawud es van fer independent, però el 1738 van tornar a quedar sotmesos a Pèrsia sota Nadir Shah.
A la mort de Nadir Shah el 1747 Pana Ali Khan Beg de la família dels Javanshir o Djewanshir dels afshar, rival dels Ziyadoghlu, va prendre el poder i el kanat va esdevenir altre cop independent; el 1752 va fundar Shusha amb el nom de Panahabad on va traslladar la capital des de Bayat. És discutit si els cinc maliks armenis de la zona (els khamsa = els cinc) reconeixien la seva sobirania cosa que en tot cas sembla el més probable. Melik Shah Nazar de Baranda hauria estat el primer a acceptar la sobirania del kan. Ibrahim va enfrontar al qadjar Muhammad Hasan Khan que considerava Karabagh com a part dels seus estats hereditaris, ja que havien estat per un temps domini dels qadjars (segles XV i XVI). Muhammad va atacar Panahabad el 1758, i va dominar el kanat però es va retirar després que fou derrotat a Esfahan per Karim Khan Zand i la retirada va haver de ser tan ràpida que els seus canons van quedar al peu de la fortalesa de Panahabad (1758); en el contraatac Panah Ali Khan va recuperar tot el país i fins i tot va conquerir Ardabil temporalment creuant el riu Araxes. El 1759 el kan d'Úrmia (Urmiyya) Fath Ali khan Afshar va atacar el kanat amb 30000 homes, obtenint el suport del maliks feudals vassalls de Jraberd i Talish, entre el malik Shah Nazar de Varan va mantenir el seu suport a Panah Ali. Panahabad fou assetjada sis mesos però finalment els atacants es van retirar. El 1761 Panah Ali es va aliar amb Karim Khan Zand contra Fath Ali Khan d'Úrmia que dominava els kanats de Maragha, Tabriz i Gandja. El 1762 Panah Ali va lluitar contra Kazem Khan de Karadagh; va mantenir l'aliança amb Karim Khan Zand, i va assetjar Úrmia. Després de la caiguda de la ciutat Panah va anar a Siraz com a ostatge on va morir poc després, mentre el seu fill Ibrahim Khalil Khan era enviat a governar Karabakh com a governador persa.
Sota Ibrahim Khalil Khan Panahabad va créixer (unes dos mil cases i una deu mil habitants) i fou rebatejada Shusha del nom del llogaret proper de Shüshükent; Ibrahim va estendre el seu territori per Karabakh, per Zangezur (Meghri, Tatev, Sisian o Karakilise, Kapan o Kafan) i pel kanat de Nakhitxevan. Va desafiar a Aga Muhammad Shah que va atacar Shusha el 1795 i la va assetjar amb un exèrcit de 80.000 homes. Ibrahim va mobilitzar a quinze mil homes per a la defensa i fins i tot les dones van lluitar al costat dels homes; després de 33 dies Aga Muhammad es va retirar i va anar a Tblisi que va ocupar i destruir. El 1797 Aga Muhammad va retornar a Shusha i va començar per devastar tota la rodalia; la ciutat sense suport i esgotada per l'anterior setge, es va rendir després de tres dies de bombardeig que van causar moltes baixes. Ibrahim va haver de fugir cap al nord. Però Aga Muhammad fou assassinat al campament de Shusha pocs dies després, el 17 de juny de 1797, segons la llegenda per uns servidors amenaçats de ser decapitats l'endemà. Ibrahim Khan va retornar, va permetre la retirada del cos del xa sense inquietar l'exèrcit en retirada, i el nebot i successor d'aquest, Fath Ali Shah, en agraïment, el va nomenar governador persa administrador de Karabagh i es va casar amb la seva filla Agha Beyim que fou coneguda per Agha Baji i fou la dotzena esposa del xa. Les tropes perses es van retirar totalment.
El 1805 va negociar amb el general i príncep rus georgià Zizishwili i va signar el tractat de Kurekchay amb Rússia. Segons aquest tractat el kan reconeixia la supremacia de Rússia però conservava el dret de tenir una política exterior independent pagant a tresor rus un tribut de vuit mil rubles d'or a l'any i el govern del tsar s'obligava a no interferir en els drets dels successors legítims del kan de kan ni en l'administració interna del kanat. Menys d'un any després Rússia va violar el tractat i aparentment per la sospita de què el kan era un traïdor, va ser assassinat prop de Shusha pel major Lisanevich junt amb alguns membres de la seva família (14 de juny de 1806). Fou portat al tron Mahdi Kuli Khan Muzaffar sota protecció russa. El tractat de Gulistan de 24 d'octubre de 1813 va deixar Karabagh, Talish del nord i Daguestan en mans de Rússia. L'octubre de 1822 el kan Mahdi va haver de renunciar al kanat que fou annexionat. El districte de Karabakh que va sorgir al seu lloc fou incorporat al govern de Bakú. Un membre de la dinastia, Abdul Wakil Panah Khan, va ser governador del Khurasan per Pèrsia.

## Llista de kans

### Dinastia Ziyadoghlu
- 1722 - 1728 Dawud Khan
- 1728 - 1730 Makhithar Khan
- 1730 - 1738 Ughurlu II Khan Ziyad oghlu
- 1738 - 1747 Domini de Nàdir-Xah Afxar

### Dinastia de Javansxir (Djawanshir)
- 1747 - 1762 Panah Khan Ali Beg
- 1762 - 1806 Ibrahim Khalil Panah Khan
- 1806 - 1822 Mahdi Kuli Khan Muzaffar
- 1822 annexió a Rússia